# Джаядвайта Свами
Джаядва́йта Сва́ми (IAST: Jayādvaita Svāmī, англ. Jayadvaita Swami; имя при рождении — Джей Израэль, англ. Jay Israel; род. 2 ноября 1949, Энглвуд, Нью-Джерси) — индуистский кришнаитский гуру, публицист, литературный редактор и издатель; один из духовных лидеров Международного общества сознания Кришны (ИСККОН) и один из старших учеников основателя ИСККОН Бхактиведанты Свами Прабхупады (1896—1977). В течение более чем 40 лет является старшим редактором издательства «Бхактиведанта Бук Траст». Активно путешествует и проповедует гаудия-вайшнавизм, побывав с этой целью в 50 странах мира. Его описывают как «одного из самых независимых и уважаемых мыслителей ИСККОН».

## Биография
Джей Израэль родился и вырос в Энглвуде (штат Нью-Джерси), в семье евреев, исповедовавших реформистский иудаизм. В 1967 году Джей окончил среднюю школу им. Дуайта Морроу (в этой школе в своё время учились Джон Траволта, Сара Джессика Паркер и Дэвид Коэн) и поступил в Технологический институт Карнеги в Питтсбурге. В начале 1968 года, во время визита в Нью-Йорк, Джей впервые встретил кришнаитов. Оставив учёбу, он принял монашеский образ жизни, поселился в нью-йоркском храме ИСККОН и занялся изучением философии гаудия-вайшнавизма. В марте 1968 года основатель ИСККОН Бхактиведанта Свами Прабхупада дал Джею духовное посвящение и санскритское имя «Джаядвайта Даса».
Первое, что кришнаиты поручили делать Джаядвайте — это скреплять кришнаитские брошюры. Позже он стал редактором в кришнаитском издательстве ISKCON Press, а в 1972 году перешёл работать в издательство «Бхактиведанта Бук Траст», созданное в том же году на базе ISKCON Press. Джаядвайта занимался транскрибированием диктофонных записей Прабхупады, типографским набором, чтением корректуры, редактированием и выпуском книг. Он принял участие в публикации практически всех книг издательства на английском языке.
В 1978 году Джаядвайта принял от Сатсварупы Госвами посвящение в санньясу (уклад жизни в отречении), получив при этом титул «свами». В 1985—1986 годы Джаядвайта Свами в составе группы кришнаитов под руководством Локанатхи Свами совершил падаятру — пешее паломничество по святым местам Индии. В период с 1991 по 1998 год Джаядвайта Свами исполнял обязанности главного редактора официального журнала ИСККОН Back to Godhead. В 2005 году под редакцией Джаядвайты Свами был издан трёхтомный перевод на английский язык средневекового санскритского текста «Брихад-бхагаватамрита».
Джаядвайта Свами также получил известность своим активным участием в дебатах с представителями отколовшегося от ИСККОН движения ритвиков. В 1996 году он написал эссэ «В чём заблуждаются ритвики», в котором обсудил теорию ритвиков, связанную с тем, каким Прабхупаде виделось будущее института духовного посвящения в ИСККОН после своей смерти.
В 2015 году издательство «Бхактиведанта Бук Траст» выпустило в свет книгу Джаядвайты Свами «Vanity Karma», в которой автор рассматривает ветхозаветную книгу Екклесиаста через призму индуизма. В 2016 году «Vanity Karma» получила премию Ассоциации независимых книгоиздателей Benjamin Franklin Award в номинации «Лучшая книга года в области религии».

## Публикации
- Jayadvaita Swami. Vanity Karma: Ecclesiastes, the Bhagavad-gita, and the Meaning of Life. — The Bhaktivedanta Book Trust, 2015. — 384 p. — ISBN 0-89213-449-6.